# Kerkelijk centrum De Oase
Kerkelijk centrum De Oase in de Nederlandse stad Zoetermeer aan het Kerkenbos 8 was voorheen een verwaarloosde gymzaal met bijbehorende kleed- en doucheruimten. Deze werd in 1999 voor f 292.000,- (inclusief overdrachtsbelasting) van de gemeente Zoetermeer gekocht. Na een verbouwing werd het centrum in februari 2000 ten behoeve van de Protestantse wijkgemeente De Oase officieel in gebruik genomen. Daarmee keerde deze gemeente terug naar de locatie waar tussen 1972 en 1976, in het 'Aanloopcentrum', de eerste erediensten plaatsvonden. In de tussenliggende periode werd gekerkt in het in 2001 gesloopte gemeentelijk Wijkcentrum in de wijk Meerzicht. Als ontwerper en bouwdeskundige trad ir. J. Bouwmeester op. Het gebouw beslaat ca. 550 m².
Met de aanbouw van de tweede entree kon pas in april 2000 worden begonnen, nadat er voldoende geld voor was ingezameld. Deze werd in oktober 2000 opgeleverd.

## De kerkzaal
De kerkzaal meet 21 × 12 m en biedt plaats aan maximaal 280 personen. Om het gebouw het aanzien van een kerk te geven, werd gekozen voor een hoofdentree met dubbele massief houten deuren, omgeven door tegels. Op het dak van het gebouw is een 100 jaar oud smeedijzeren kruis geplaatst, geschonken door de Zoetermeerse Adventskerk gemeente. Aan de schoorsteen op de kerkzaal hangt een modern luidklokje, geschonken door de Hout- en Bouwbond CNV ter gelegenheid van hun jubileum.
De 35 glasvensters van de kerkzaal zijn in september 2004 vervangen door glas-in-loodramen, ontworpen door Jan Groeneveld Wzn. Het onderwerp is: de tocht door de woestijn van het volk Israël onder leiding van Mozes, maar ook een metafoor voor de gang die ieder mens door het leven maakt.
Wijkgemeente De Oase maakt deel uit van de Protestantse gemeente Zoetermeer. Deze kerk zal op korte termijn gaan sluiten.

## Het interieur

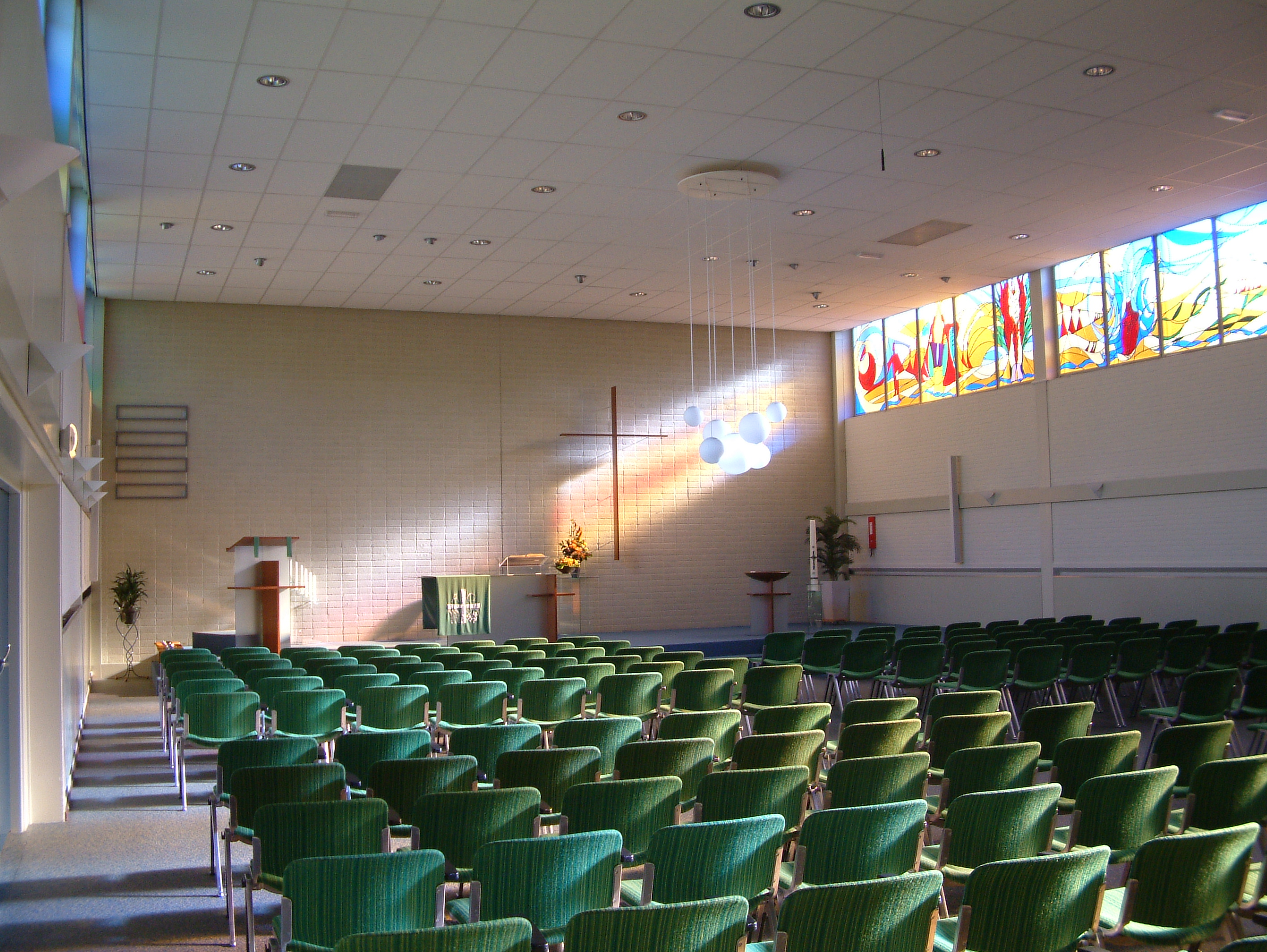
Kerkelijk centrum De Oase in Zoetermeer

Op het podium, met een oppervlakte van ca. 30 m², staat een nieuw, door architect ir. R. Bouwmeester ontworpen modern liturgisch centrum, een speciale gift uit de gemeente. Dit is vervaardigd van glas in combinatie met kersenhout. De kansel, de avondmaaltafel en het doopvont vormen in het frontaanzicht drie kruisen, die daarmee de gebeurtenis op Golgotha uitbeelden. Daarachter hangt vrij van de muur het kruis van Christus. Het overige meubilair, waaronder de kerkstoelen, konden van het Wijkcentrum worden overgenomen.

## Het orgel
Ook het orgel, gebouwd door Verschueren~Heythysen in 1978, komt van het voormalig Wijkcentrum. Het werd in januari/februari 2000 door B.A.G.Orgelbouwers~Enschede gedemonteerd, aangepast aan de nieuwe kerkzaal en na de verhuizing opnieuw opgebouwd.
De dispositie is als volgt:
Manuaal I 56 tonen:
Prestant 8’, Roerfluit 8’(C-Fis gecomb.); Octaaf 4’; Octaaf 2’; Mixtuur 4sterk (was oorspronkelijk 5st); Trompet 8’(bas korte bekers).
Manuaal II 56 tonen: Holpijp 8’; Roerfluit 4’; Nasard 3’;Gemshoorn 2’; Terst 1 3/5 af c. Tremulant en een zweltrede met jaloeziewerk.
Pedaal 30 tonen:
Subbas 16’; Prestant 8’; Fagot 16’
Koppelingen: I + P; II + P; I + II.
Mechanisch sleepladensysteem
De vaste organist is Arie Vooijs.

## Kosten
De totale kosten van het project bedroegen bijna f 800.000 (omgerekend ongeveer € 360.000).